# Campeonato Esloveno de Futebol de 2014-15
O Campeonato Esloveno de Futebol de 2014-15, oficialmente em Língua eslovena e por questões de patrocínio "Telekom Slovenije Liga 14/15", (organizado pela Associação de Futebol da Eslovênia) foi a 24º edição do campeonato do futebol de Eslovênia. Os clubes jogavam em turno e returno - duas vezes. O campeão se classificava para a Liga dos Campeões da UEFA de 2015–16 e o vice e o terceiro se classificavam para a Liga Europa da UEFA de 2015–16. O último colocado era rebaixado para o Campeonato Esloveno de Futebol de 2015-16 - Segunda Divisão. O penúltimo jogava playoffs com o vice campeão do ascenso.

## Participantes
| Equipe      | Cidade      | Região               | No ano anterior                                                                                | Estádio                     | Capacidade | Títulos | Participações |
| ----------- | ----------- | -------------------- | ---------------------------------------------------------------------------------------------- | --------------------------- | ---------- | --- | ------------- |
| Celje       | Celje       | Savinjska            | Oitavo Lugar                                                                                   | Estádio Z'dežele            | 13.059     | 0 (não possui) | 24            |
| Gorica      | Nova Gorica | Goriška              | Quarto Lugar                                                                                   | Parque Desportivo Gorica    | 3.066      | 4 (1995-96, 2003-04, 2004-05, 2005-06)                                                                            | 24            |
| Maribor     | Maribor     | Podravska            | Campeão                                                                                        | Estádio Ljudski vrt         | 12.435     | 12 (1996-97, 1997-98, 1998-99, 1999-2000, 2000-01, 2001-02, 2002-03, 2008-09, 2010-11, 2012-13, 2011-12, 2012-13) | 23            |
| Koper       | Koper       | Litoral-Kras         | Vice Campeão                                                                                   | Estádio Bonifika            | 4.047      | 1 (2009-10) | 21            |
| Domžale     | Domžale     | Eslovénia Central    | Sexto Lugar                                                                                    | Parque Desportivo Domžale   | 3.212      | 2 (2006-07, 2007-08)                                                                                              | 16            |
| Rudar       | Velenje     | Savinjska            | Terceiro Lugar                                                                                 | Estádio Municipal Ob Jezeru | 1.400      | 0 (não possui) | 20            |
| NK Olimpija | Liubliana   | Eslovénia Central    | Sétimo Lugar                                                                                   | Parque Desportivo Stožice   | 16.038     | 0 (não possui) | 6             |
| Zavrč       | Zavrč       | Podravska            | Quinto Lugar                                                                                   | Parque Desportivo Zavrč     | 532        | 0 (não possui) | 2             |
| Krka        | Novo Mesto  | Eslovénia do Sudeste | Ganhador dos playoffs com clube do Campeonato Esloveno de Futebol de 2013-14 - Segunda Divisão | Estádio Portoval            | 500        | 0 (não possui) | 4             |
| Radomlje    | Domžale     | Eslovénia Central    | Acesso pelo Campeonato Esloveno de Futebol de 2013-14 - Segunda Divisão                        | Parque Desportivo Domžale   | 3.212      | 0 (não possui) | 1             |

## Campeão
| Campeão Esloveno 2014-15               |
| -------------------------------------- |
| Maribor (Maribor) (13º título) Campeão |